# 伊塔巴亚纳
伊塔巴亚纳是巴西帕拉伊巴州的一个市镇。总面积218.847平方公里，总人口30278人，人口密度138.4人/平方公里。